# Gallacea
Gallacea — рід грибів родини Gallaceaceae. Назва вперше опублікована 1905 року.

## Класифікація
До роду Gallacea відносять 6 видів:
- Gallacea avellanea
- Gallacea dingleyae
- Gallacea eburnea
- Gallacea scleroderma
- Gallacea subalpina
- Gallacea violacea